# Corujeira e Trinta
Corujeira e Trinta (oficialmente: União de Freguesias de Corujeira e Trinta ) é uma freguesia portuguesa do município de Guarda, com 12,47 km² de área e 408 habitantes (censo de 2021). A sua densidade populacional é 32,7 hab./km².

## História
Foi criada aquando da reorganização administrativa de 2012/2013, resultando da agregação das antigas freguesias de Corujeira e Trinta, que é a sede.

## Demografia
A população registada nos censos foi:
| Distribuição da População por Grupos Etários | Distribuição da População por Grupos Etários | Distribuição da População por Grupos Etários | Distribuição da População por Grupos Etários | Distribuição da População por Grupos Etários | Distribuição da População por Grupos Etários |
| -------------------------------------------- | -------------------------------------------- | -------------------------------------------- | -------------------------------------------- | -------------------------------------------- | -------------------------------------------- |
| Antes da agregação                           |                                              |                                              |                                              |                                              |                                              |
| Ano                                          | 0-14 anos                                    | 15-24 anos                                   | 25-64 anos                                   | >= 65 anos                                   | Total                                        |
| 2001                                         | 91                                           | 88                                           | 322                                          | 139                                          | 640                                          |
| 2011                                         | 59                                           | 53                                           | 261                                          | 151                                          | 524                                          |
| Após a agregação                             |                                              |                                              |                                              |                                              |                                              |
| Ano                                          | 0-14 anos                                    | 15-24 anos                                   | 25-64 anos                                   | >= 65 anos                                   | Total                                        |
| 2021                                         | 26                                           | 29                                           | 194                                          | 159                                          | 408                                          |